# Manyoni, Tanzania
Manyoni  este un oraș  în  partea centrală a Tanzaniei, în Regiunea Singida. La recensământul din 2002 înregistra 16.645 locuitori.